# ベトナム人の一覧
ベトナム人の一覧（ベトナムじんのいちらん）は、著名なベトナム人を一覧化したものである。

## あ行
- ヴー・ヴァン・マウ（武文牡）、政治家
- ヴァン・ティエン・ズン（文進勇）、軍人

## か行
- カム・リー（錦璃）、歌手
- グエン・ヴァン・ヒエン（阮文憲）、軍人
- グエン・ヴァン・ヒン（阮文馨）、南ベトナムの軍人、政治家
- グエン・ヴァン・フン（阮文雄）、カトリック教会の司祭、人権活動家
- グエン・カオ・キ（阮高奇）、南ベトナムの軍人、政治家
- グエン・カーン（阮慶）、南ベトナムの軍人、政治家
- グエン・クエット（阮決）、軍人、政治家
- グエン・ゴク・ロアン（阮玉鸞）、南ベトナムの軍人
- グエン・チー・タン（阮志清）、軍人
- グエン・バン・コク（阮文谷）、軍人、操縦士
- グエン・フー・ト（阮有壽）、革命家、政治家
- ゴ・ディン・ジエム（呉廷琰）、南ベトナムの政治家
- ゴ・ディン・ヌー（呉廷柔）、南ベトナムの政治家
- ゴー・タイン・ヴァン（呉青芸）、女優

## さ行
- ザップ・ヴァン・クオン（甲文強）、海軍軍人
- ズオン・チュオン・ティエン・リー（楊張天璃）、モデル
- ズオン・バン・ミン（楊文明）、南ベトナムの軍人、政治家

## た行
- ダオ・ズイ・アイン（陶維英）、学者
- タイン・ラム（清嵐）、歌手
- チュー・フイ・マン（朱輝珉）、軍人
- チャン・ヴァン・チャ（陳文茶）、軍人
- 陳興道、陳朝の王族、武将
- 陳守度、陳朝の初代君主
- チュー・ヴァン・タン（朱文晋）、軍人
- ディン・スアン・ラム（丁春林）、歴史学者
- ドアン・クエ（段奎）、軍人
- トラン・ヌー・イエン・ケー（陳女燕溪）、女優

## は行
- ファム・ヴァン・チャ（范文茶）、軍人、政治家
- ファム・ヴァン・ドン（范文同）、革命家、政治家
- ファム・トゥアン（范遵）、軍人、宇宙飛行士
- ファン・ボイ・チャウ（潘佩珠）、革命家、政治家
- ブイ・タイン・リエム（裴清廉）、軍人、宇宙飛行士
- フン・クアン・タイン（馮光清）、軍人、政治家
- ホアン・ヴァン・タイ（黄文太）、軍人、政治家
- ホアン・コ・ミン（黄機明）、南ベトナムの軍人、革命家
- ホアン・スアン・ヴィン（黄春栄）、射撃選手
- ホー・チ・ミン（胡志明）、革命家、政治家
- ボー・グエン・ザップ（武元甲）、軍人、政治家、革命家
- ホン・ニュン（紅絨）、歌手

## ま行
- ミー・タム（美心）、歌手、女優

## ら行
- ルー・フィン・チャウ（劉瓊珠）、歌手
- レ・カ・フュー（黎可漂）、軍人
- レ・グエン・ビ（黎元偉）、南ベトナムの軍人
- レ・チョン・タン（黎仲迅）、軍人
- レ・ドゥック・アイン（黎徳英）、軍人
- レ・バン・フン（黎文英）、軍人